# Don Giovanni

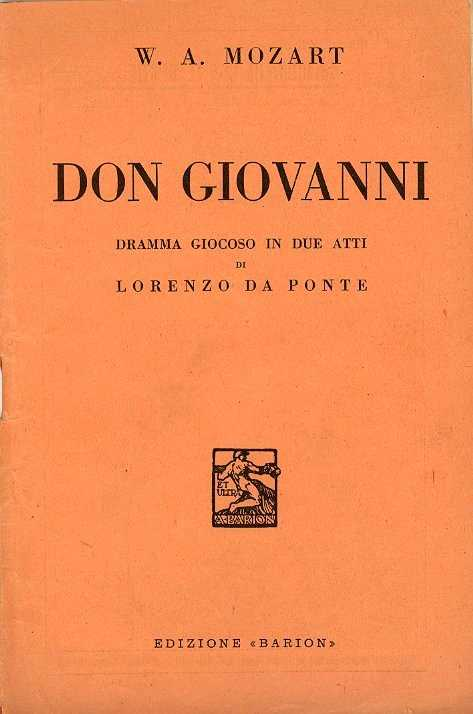

Don Giovanni là một vở opera hai màn do Wolfgang Amadeus Mozart soạn nhạc và Lorenzo da Ponte viết lời. Nó được trình diễn lần đầu tiên ở Praha vào ngày 29 tháng 10 năm 1787. Viết theo tiếng Ý, tên "Don Giovanni" có thể được phiên âm là "Đông Gioăng".
Vài thể loại "opera" khác nhau tồn tại trong thời kỳ Cổ điển. Những vở opera hài hước của Mozart, viết theo phong cách tiêu biểu Đức quốc, gọi là Singspiel. Có nghĩa là kịch hát, trong đó, lời thoại kịch được hát đơn ca, song ca và đồng ca. Tác phẩm thành công nhất loại này là Die Zauberflöte, (Cây sáo thần) viết năm 1791, pha trộn giữa ẩn dụ và thần thoại (masonic symbolism and mysticism) có những vai diễn thần tiên.
Mozart cũng viết opera phong cách nước Ý, opera seria, với lời đối thoại được hát kể (recitative). Nội dung thường được xây dựng trên những đề tài sử thi. Một trong những vở opera nổi danh của Mozart thuộc loại này là vở Idomeneo (Idomenaeus, Vua của Crete), biên soạn vào năm 1781.
Nhưng trong số những biến thể mà do Mozart biên soạn, thành công nhất là những vở opera hài hước tiếng Ý, còn gọi là opera buffa. Ba vở kịch lớn: vở Nozze di Figaro (Đám cưới Figaro) viết năm 1786, vở Don Giovanni viết năm 1787 và vở Cosi fan tutte năm 1790. Lời thoại cho cả ba vở kịch do Lorenzo da Ponte viết, nhà văn sinh ra trong khu ổ chuột thuộc miền Bắc Italy và trở thành văn hào tại Viên trong thập niên 1780.
Vở Don Giovanni, K.527, dựa trên câu chuyện hư cấu, phiêu lưu mạo hiển của nhân vật Don Juan. Vở kịch bắt đầu với màn Don Giovanni giết cha của một mệnh phụ mà anh ta đã quyến rũ và kết thúc với tội ác giết người, như một pho tượng đá, Don Giovanni bị ném xuống địa ngục. Hầu hết các tình tiết xoay tròn xung quanh ba người phụ nữ mà Don Giovanni đã quyến rũ và những công sức của anh ta là cố để không bị buộc phải làm như vậy.
Một trong những cảnh đáng ghi nhớ là bản song ca giữa Don Giovanni và Zerlina. Zerlina, người thiếu nữ bị lọt vào tầm mắt săn đuổi của Don Giovanni, cô đã hứa hôn với Masetto. Don Giovanni loại bỏ Masetto ra ngoài cuộc để anh ta có thể độc chiếm Zerlina, sau một hồi đối thoại, đã đồng ý bỏ trốn với Giovanni. Cảnh gồm có một đoạn hát kể nối tiếp bằng bản song ca nổi tiếng "La ci darem". Lời nhạc kịch mang đầy tính châm biếm. Có một đoạn Zerlina nghi ngờ Don Giovanni, không biết anh ta có phải là một người quý phái hay không. Don Giovanni đánh tan sự nghi ngờ của cô ấy bằng câu nói, "Ôi chao, đó là sự giả dối của thiên hạ". Châm biếm ở đây là "thiên hạ", chỉ sau hai năm kể từ cuộc Cách mạng Pháp, phủ nhận những hình ảnh quý phái mà Zerlina đã tin lầm.

## Ba ý nhạc giai điệu quan trọng
Đoạn này có ba ý nhạc giai điệu quan trọng được nghe trong bản song ca.

## Trích đoạn lời thoại
| Từ văn bản tiếng Ý | Tạm dịch ý nghĩa sang Việt ngữ |
| Don Giovanni Alfin siam liberati, Zerlinetta gentil, da quel scioccone, Che ne dite, mio ben? So far pulito? | Don Giovanni Cuối cùng, hỡi Zerlina dịu dàng, chúng ta hãy bỏ hết những gì xuẩn ngốc, Này người tôi yêu ơi, em nói gì đi? Cho tôi biết phải làm gì đây? |
| Zerlina Signore, è mio marito. | Zerlina Thưa ông, nhưng anh ấy là ý trung nhân của em. |
| Don Giovanni Chi? Colui? Vi par che un onest' uomo, un nobil cavalier, qual io mi manto, possa soffrir che quel visetto d'oro, quel viso inzuccherato da un bifolcaccio vil sia strapazzato?                                            | Don Giovanni Ai? Hắn ta phải không? Ai có thể tinh tế như anh, một kỵ sĩ quý phái, bằng sự tự hào của mình, anh có thể bảo vệ gương mặt quý giá của em, sắc diện ngọt ngào đó, sẽ bị lạm dụng bởi gã thộn quê dễ sợ kia sao?                                                           |
| Zerlina Ma, Signor, io gli diedi parola di sposarlo. | Zerlina Nhưng, thưa ông, em đã nhận lời cầu hôn. |
| Don Giovanni Tal parola non vale un zero. Voi non siete fatta per esser paesana. Un' altra sorte vi procuran quegli occhi briconcelli, quei labbretti sì belli. Quelle dituccia candide e odorose. Parmi toccar giuncata e fiutar rose. | Don Giovanni Một lời hứa như vậy không có nghĩa lý gì. Em đừng trở nên ngờ nghệch như thế. Một vận may khác em sẽ có với đôi mắt diễm lệ đó, đôi môi đáng yêu này. Những ngón tay nhỏ bé trắng tinh thơm ngát kia. Tôi dường như chạm phải những đóa thủy tiên và hương thơm hoa hồng. |
| Zerlina Ah, non vorei... | Zerlina Ồ, không... |
| Don Giovanni Che non vorreste? | Don Giovanni Sao lại không? |
| Zerlina Alfine ingannata restar. Io so che rado colle donne voi altri cavalieri siete onesti e sinceri. | Zerlina Em không thích bị lừa dối. Em biết rằng hiếm khi là ông là người thật thà, quý phái, và chẳng mấy khi trung thực với phụ nữ. |
| Don Giovanni Eh, un impostura della gente plebea! La nobiltà ha dipinta negli occhi l'onestà: Orsù, non perdiam tempo; in questo intante io vi voglio sposar.                                                                           | Don Giovanni Ôi chao, đó là sự giả dối của thiên hạ. Sự cao thượng đầy trung thực có trong đôi mắt này. Thôi nào, đừng để phí phạm thời gian; tại chính thời khắc này tôi muốn kết hôn với em.                                                                                         |
| Zerlina Voi? | Zerlina Ông? |
| Don Giovanni Certo, io. Quel casinetto è mio, soli saremo, e là, gioiello mio, ci sposeremo. | Don Giovanni Dĩ nhiên, chính tôi. Ngôi nhà của tôi đó, sẽ là của chúng ta, và ở đó, vật báu của tôi ơi, chúng ta sẽ sống chung đôi. |

## Âm thanh
- Trục trặc khi nghe? Xem hướng dẫn.